# Landerneau Bretagne Basket
Maillots
Actualités
Le Landerneau Bretagne Basket est un club français de basket-ball féminin fondé en 2011 et évoluant en Ligue Féminine, premier échelon national, à la suite de son accession en 2018. Précédemment, depuis 2011, l'équipe participait au championnat de Ligue 2 féminine.

## Historique

### Les premiers pas du club
Le Léon Trégor Basket 29 est issue d'une union entre le Pleyber-Christ Basket Club et l'Elorn Olympique Landerneau. Entraîneur de Pleyber-Christ depuis 2002, Franck Simon dirige l'équipe première jusqu'en 2014, date à laquelle Stéphane Leite, ancien entraîneur du club breton de Trégueux, lui succède. En avril 2014, l'union est reconduite et en août 2015, le Léon Trégor Basket 29 change de nom et devient le Landerneau Bretagne Basket.

### Saison 2017-2018: champion de LF2
Demi-finaliste de la saison saison 2016-2017 de Ligue 2 féminine, Landerneau se renforce, notamment avec les arrivées de l'intérieure lettonne Aija Brumermane, de l'ailière américaine Asia Logan ou encore de la jeune meneuse de jeu française Victoria Majekodunmi. Avec un bilan de dix-neuf victoires pour trois défaites, le LBB termine à la première place de la phase régulière devant Angers. La première partie de saison est marquée par une série de treize victoires consécutives (entre la 5e et la 17e journée incluses) ainsi qu'une invincibilité à domicile de onze victoires en onze matches. En playoffs, après avoir successivement éliminé l'Avenir Basket de Chartres en quart de finale (2 victoires à 0), puis Charnay en demi-finale à l'issue d'une belle décisive (2 victoires à 1), Landerneau remporte le titre de champion de France de Ligue 2 féminine en s'imposant face à Angers en finale (2 victoires à 1). Bien que les angevines soient les premières à s'imposer à la Cimenterie de Landerneau cette saison lors du match aller de la finale (51-54), le LBB remporte le match retour à l'Arena Loire de Trélazé (51-50) avant de finalement s'imposer à domicile lors de la belle, le 12 mai 2018 (56-54). Grâce à ce succès, le Landerneau Bretagne Basket accède pour la première fois de son histoire à la Ligue Féminine et devient la première équipe bretonne à accéder à l'élite féminine depuis l'Avenir de Rennes en 1998-1999.

### Saison 2018-2019: découverte de la LFB
Promu en Ligue féminine de basket, le club modifie son effectif à l'été 2018. Elsa Hebert, Maud Stervinou, Illona Le Gourrier, Anaëlle Le Bruchec, Asia Logan, Aija Brumermane, Diana Balayera, Kelly Corre et l'entraineur adjointe Marie-Julie Levant quittent le club, tandis l'arrière américaine Maggie Lucas, l'ailière américaine Shayla Cooper, l'ailier fort tchèque Kamila Stepanova, la meneuse de jeu française Joyce Cousseins-Smith et la pivot ivoirienne Kariata Diaby s'engagent avec le LBB.

## Palmarès

### Titres et trophées
- Championnat de France de Ligue 2
  - Champion (1) : 2018[2]

### Bilan saison par saison
| Saison                     | Div.               | Class.             | %Vic               | V - D              | Playoffs           | Coupe de France    | Coupe d'Europe               | Entraîneur         |
| Léon Trégor Basket         | Léon Trégor Basket | Léon Trégor Basket | Léon Trégor Basket | Léon Trégor Basket | Léon Trégor Basket | Léon Trégor Basket | Léon Trégor Basket           | Léon Trégor Basket |
| -------------------------- | ------------------ | ------------------ | ------------------ | ------------------ | ------------------ | ------------------ | ---------------------------- | ------------------ |
| 2011-2012                  | 2 LF2              | 9e/14              | 50 %               | 12 - 12            | -                  | 16e de finale      | -                            | Franck Simon       |
| 2012-2013                  | 2 LF2              | 5e/14              | 63 %               | 15 - 09            | -                  | 16e de finale      | -                            | Franck Simon       |
| 2013-2014                  | 2 LF2              | 8e/14              | 42 %               | 11 - 15            | -                  | 16e de finale      | -                            | Franck Simon       |
| 2014-2015                  | 2 LF2              | 9e/14              | 46 %               | 12 - 14            | -                  | 32e de finale      | -                            | Stéphane Leite     |
| Landerneau Bretagne Basket |                    |                    |                    |                    |                    |                    |                              |                    |
| 2015-2016                  | 2 LF2              | 4e/12              | 55 %               | 12 - 10            | Demi-finale        | 16e de finale      | -                            | Stéphane Leite     |
| 2016-2017                  | 2 LF2              | 3e/14              | 69 %               | 18 - 08            | Demi-finale        | 32e de finale      | -                            | Stéphane Leite     |
| 2017-2018                  | 2 LF2              | 1er/12             | 86 %               | 19 - 03            | Champion           | 16e de finale      | -                            | Stéphane Leite     |
| 2018-2019                  | 1 LFB              | 7e/12              | 45 %               | 10 - 12            | Quart de finale    | 16e de finale      | -                            | Stéphane Leite     |
| 2019-2020                  | 1 LFB              | 5e/12              | 53 %               | 09 - 08            | Non disputés       | Quart de finale    | -                            | Stéphane Leite     |
| 2020-2021                  | 1 LFB              | 10e/12             | 32 %               | 07 - 15            | -                  | Demi-finale        | 2 Eurocoupe : Phase de poule | Stéphane Leite     |
| 2021-2022                  | 1 LFB              | 11e/12             | 23 %               | 05 - 17            | Playdowns: 2e/4    | Demi-finale        | -                            | Wani Muganguzi     |
| 2022-2023                  | 1 LFB              | 12e/12             | 14 %               | 03 - 19            | Playdowns: 1re/4   | 16e de finale      | -                            | Wani Muganguzi     |
| 2023-2024                  | 1 LFB              | 12e/12             | 32 %               | 07 - 15            | Playdowns: 2e/4    | 16e de finale      | -                            | Wani Muganguzi     |
| 2024-2025                  | 1 LFB              | 10e/12             | 32 %               | 07 - 15            | Playdowns: 2e/4    | Quart de finale    | -                            | Wani Muganguzi     |

Légende : 1 et 2 : échelon de la compétition.

## Personnalités

### Dirigeants
- 2011 - 2016 :  Xavier Languénou, Annick Corbel, Marcel Tanné (co-présidents)[5]
- depuis 2016 :  Erwan Croguennec

### Entraîneurs
- 2011 - 2014 :  Franck Simon (à la tête de l'équipe depuis 2002 en prenant en compte la période Pleyber-Christ Basket Club)
- 2014 -  2021 :  Stéphane Leite
- depuis 2021 :  Wani Muganguzi

### Joueuses célèbres ou marquantes
- Pauline Lithard (élue meilleure meneuse de jeu de LF2 en 2016-2017)
- Marie Butard (depuis 2010 et capitaine depuis 2015)
- Sabrina Palie (joueuse de 2014 à 2017)
- Marie-Julie Levant (joueuse de  2010 à 2015, assistante en LF2 depuis 2015, coach en NF3 entre 2015 et 2017 puis en NF2 depuis 2017)
- Oumou Touré (MVP de LF2 en 2012-2013)
- Aude Kernevez (Capitaine de 2011 à 2014)

## Structure du club

### La salle: la Cimenterie
Le Landerneau Bretagne Basket évolue depuis la saison 2016-2017 dans la salle de la Cimenterie, basée à Landerneau, inaugurée en septembre 2016 et dotée d'une capacité théorique de 1 500 places.
À la suite de plusieurs travaux et aménagement la salle dispose d'une capacité de 2 300 places depuis octobre 2019.

### Historique du logo

Logo de 2011 à 2015.
Logo de 2015 à 2018.
Logo actuel.